# Penggawa Lima Ulu
Penggawa Lima Ulu is een bestuurslaag in het regentschap Lampung Barat van de provincie Lampung, Indonesië. Penggawa Lima Ulu telt 1560 inwoners (volkstelling 2010).